# Into the Nightlife
"Into the Nightlife" é o segundo e último single mundial do álbum Bring Ya to the Brink da cantora Cyndi Lauper, lançado em 8 de Agosto nos EUA. A canção foi escrita por Cyndi, Peer Åström, Johan Bobäck e Max Martin e também produzida por Cyndi, além de Åström e Bobäck. A canção foi o segundo single consecutivo do álbum a ter pico de posição 1° no Billboard Hot Dance Club Play e no Cashbox Top Dance Singles. Está foi a primeira canção de Cyndi a debutar em paradas Australianas após 14 anos.
Em uma entrevista para o Entertainment Weekly, Cyndi revelou que a canção foi inspirada no livro de Henry Miller, chamado Into the Nightlife. A canção foi lançada em estações de rádio do Reino Unido no inicio de Setembro de 2008. Quando lançada nos EUA em 8 de Agosto a canção teve um total de 16 mil downloads pagos, sendo a música mais vendida no dia. No Last FM a canção tem mais de 200 mil execuções por quase 27.000 ouvintes.

## Desempenho
A música não obteve um sucesso extrondoso, mas também não foi um fracasso, marcando a volta de Cyndi ao cenário musical. Com a má divulgação da Gravadora de Cyndi, na época Sony Music, a canção não atingiu muitas paradas importantes, mas se tornou um pequeno hit. Ela também foi bastante executada na Europa, Australia, América do Norte e no Brasil, onde foi tocada por várias rádios, inclusive a Jovem Pan.

## Video-Clipe
O video clipe foi dirigido pela própria Cyndi. Ela convidou alguns fãs para participar da gravação do video, que aconteceu no Splash Bar em Nova York no dia 20 de Maio de 2008. Ari Gold e Colton Ford também aparecem dançando no video atrás de Cyndi. E Lucas Silveira aparece beijando uma garota no clube.

## Remixes Oficias
- Album version – 4:00
- Jody Den Broeder Club Mix – 7:19
- Jody Den Broeder Dub – 7:49
- Jody Den Broeder Mixshow – 5:08
- Jody Den Broeder Radio Mix – 4:03
- Soul Seekerz Dub – 7:41
- Soul Seekerz Radio Mix – 3:52
- Soul Seekerz Vocal Club Mix – 7:41

## Desempenho nas paradas musicais
| Parada musical (2008)                        | Posições |
| -------------------------------------------- | -------- |
| Austrália Australian ARIA Singles Chart      | 82       |
| Reino Unido UK Singles Chart                 | 168      |
| Estados Unidos Billboard Hot Dance Club Play | 1        |
| Estados Unidos Billboard Hot Dance Airplay   | 5        |
| Brasil Brasil Hot 100                        | 88       |
| Espanha Spanish Hot 100                      | 94       |